# Mount Vernon (Iowa)
Mount Vernon és una població dels Estats Units a l'estat d'Iowa. Segons el cens del 2000 tenia 3.390 habitants.

## Demografia
Segons el cens del 2000, Mount Vernon tenia 3.390 habitants, 1.129 habitatges, i 795 famílies. La densitat de població era de 376,1 habitants/km².
Dels 1.129 habitatges en un 37,6% hi vivien nens de menys de 18 anys, en un 57,8% hi vivien parelles casades, en un 9,3% dones solteres, i en un 29,5% no eren unitats familiars. En el 23,3% dels habitatges hi vivien persones soles el 7,7% de les quals corresponia a persones de 65 anys o més que vivien soles. El nombre mitjà de persones vivint en cada habitatge era de 2,58 i el nombre mitjà de persones que vivien en cada família era de 3,09.
Per edats la població es repartia de la següent manera: un 25,6% tenia menys de 18 anys, un 20,5% entre 18 i 24, un 23,2% entre 25 i 44, un 21,5% de 45 a 60 i un 9,2% 65 anys o més.
L'edat mediana era de 30 anys. Per cada 100 dones de 18 o més anys hi havia 80,9 homes.
La renda mediana per habitatge era de 51.228 $ i la renda mediana per família de 59.205 $. Els homes tenien una renda mediana de 39.402 $ mentre que les dones 27.358 $. La renda per capita de la població era de 19.027 $. Entorn del 4,1% de les famílies i el 5,5% de la població estaven per davall del llindar de pobresa.

## Poblacions més properes
El següent diagrama mostra les poblacions més properes.